# Reichskommissariat Belgien-Nordfrankreich
El reichskommissariat Belgien-Nordfrankreich fue una administración civil de la Alemania nazi (Zivilverwaltung) que gobernó la mayor parte de la Bélgica ocupada y las partes del norte de Francia ocupada en la segunda mitad de 1944 durante la Segunda Guerra Mundial. El reichskommissariat reemplazó al anterior gobierno militar, la Administración Militar del Norte de Francia y Bélgica, establecida en el mismo territorio en 1940.

## Historia
El 18 de julio de 1944, el primer Gauleiter, Josef Grohé, fue nombrado primer reichskommissar del territorio, conocido como reichskommissariat Belgien und Nordfrankreich o reichskommissariat für die besetzte Gebiete von Belgien und Nordfrankreich. Abarcaba la región de Norte-Paso de Calais de Francia, así como Bélgica, excepto Eupen-Malmedy, que se incorporaron directamente al Reich alemán. Las tropas de la Wehrmacht en la zona estaban al mando del Wehrmachtbefehlshaber Belgien-Nordfrankreich Martin Grase (18 de julio de 1944 - 16 de septiembre de 1944).
El territorio fue liberado en su mayor parte por los Aliados en septiembre de 1944, a raíz del desembarco de Normandía, por lo que la existencia del territorio fue breve. Tras la liberación, el territorio se anexó retrospectivamente directamente a Alemania (aunque ya no estaba bajo el control alemán de facto) como tres reichsgaue separados: reichsgau Flandern, Wallonien y el distrito de Bruselas.